# Маурине
Маурине (нем. Maurine) — река в Германии, протекает по земле Мекленбург-Передняя Померания.

## Топоним
Река, вероятно, получила своё название в честь проживавших в этом регионе мельников и впервые упоминается в любекском документе 1597 года.

## География
Площадь бассейна реки составляет 167 км². Высота истока 45 м. Длина реки — 20 км.
В 10 км к северо-западу от Радегастмюндунга Маурине сливается со Штепеницем.

## История
Город Любек 16 февраля 1887 года вывел себя из подчинения Мекленбургу, в зависимости от которого находился со времён Средневековья. Граница проходила по реке Маурине.
В 1920—1930-х годах русло реки было выправлено.